# 川勝寛治
川勝 寛治（かわかつ かんじ、文政12年（1829年） - 元治元年7月20日（1864年8月21日））は、幕末の尊攘派志士。三条家家士。

## 生涯
丹波国船井郡園部（現・南丹市）の出身。京都に出て三条家の家士となり、開国により国内が騒然とした時期に、三条実美の内命を受けて諸藩の尊攘派志士との間を奔走した。文久3年（1863年）8月18日の八月十八日の政変の後、三条実美・澤宣嘉らの攘夷派の公家7人は長州藩兵と共に京都から追放された（七卿落ち）。その際、寛治は三条実美の護衛の役を務め、三条実美に従って長州藩の三田尻御茶屋に下向した。その後、三条実美の密旨を同志に伝えるため京都に潜入したが、幕府の役人に捕らえられ京都所司代の管理する六角獄舎に収容された。元治元年（1864年）7月19日の禁門の変の際に生じた火災（どんどん焼け）は獄舎近辺まで延焼し、同年7月20日に同じく獄中にいた尊攘派志士らと共に京都町奉行の役人によって火災を口実に斬殺された。享年36。墓所は、京都市上京区竹林寺、東山区正法寺。また、その功績により大正4年（1915年）に従五位を贈られ、京都霊山護国神社に祀られた。